# Olivia Longott

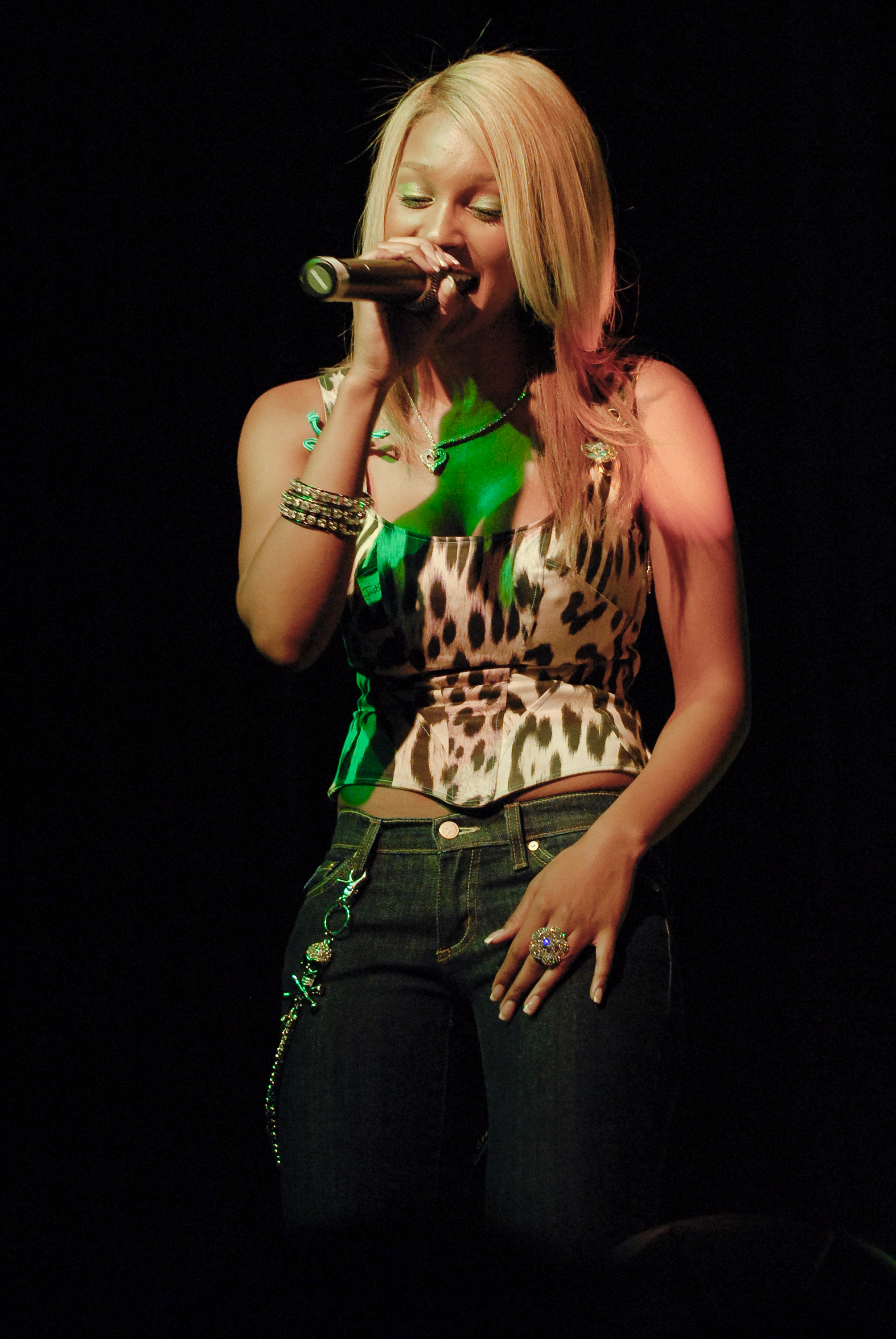
Olivia Longott (2007)

Olivia Theresa Longott (* 15. Februar 1981 in Brooklyn, New York City) ist eine US-amerikanische R&B-Sängerin und Rapperin. Von 2003 bis 2007 war sie Mitglied von G-Unit und das einzige weibliche Mitglied der Band.

## Biografie

### Jugend
Olivia Longott kam im Februar 1981 als Tochter eines kubanischen Vaters und einer jamaikanischen Mutter im New Yorker Stadtteil Brooklyn zur Welt. Später zog die Familie nach Jamaica/Queens, wo Longott unmittelbar begann, im Kirchenchor zu singen. Später erhielt sie sowohl Gitarren- als auch Klavierunterricht.

### Karriere
Longotts Karriere begann 1999, als sie als erste Frau bei Clive Davis’ Plattenlabel J Records einen Vertrag erhielt. 2001 erschien ihr Debütalbum Olivia, aus dem die Singles Bizounce und Are You Capable stammen. Wegen des mittelmäßigen Erfolges des Albums wurde Olivia der Vertrag mit J Records gekündigt.
2003 schloss sich Longott der Crew G-Unit an und war auf deren Alben Beg for Mercy und auf 50 Cents zweitem Album The Massacre zuhören. An der Seite von 50 Cent gelang auch ihr größter Hit: die gemeinsam mit Scott Storch produzierte Single Candy Shop, die im März 2005 Platz 1 der deutschen, österreichischen, schweizerischen und US-amerikanischen Billboard-Singlecharts erreichte.
Die Veröffentlichung von Longotts erstem Album bei G Unit Records wurde mehrfach verschoben. Nach angesetzten Terminen für Juni, August und September 2005 sowie Anfang 2006 wurde das Release auf 2007 verlegt. Im Frühjahr 2007 endete die Zusammenarbeit mit G Unit. Das geplante Album wurde nicht mehr veröffentlicht.

## Diskografie

### Studioalben
| Jahr | Titel  | Höchstplatzierung, Gesamtwochen, AuszeichnungChartplatzierungen (Jahr, Titel, Platzierungen, Wochen, Auszeichnungen, Anmerkungen) | Höchstplatzierung, Gesamtwochen, AuszeichnungChartplatzierungen (Jahr, Titel, Platzierungen, Wochen, Auszeichnungen, Anmerkungen) | Anmerkungen                        |
| Jahr | Titel  | US | R&B | Anmerkungen                        |
| ---- | ------ | --- | --- | ---------------------------------- |
| 2001 | Olivia | US55 (6 Wo.)US | R&B22 (9 Wo.)R&B | Erstveröffentlichung: 2. Juni 2001 |

### Singles als Leadmusikerin
| Jahr | Titel Album     | Höchstplatzierung, Gesamtwochen, AuszeichnungChartplatzierungen (Jahr, Titel, Album, Platzierungen, Wochen, Auszeichnungen, Anmerkungen) | Höchstplatzierung, Gesamtwochen, AuszeichnungChartplatzierungen (Jahr, Titel, Album, Platzierungen, Wochen, Auszeichnungen, Anmerkungen) | Anmerkungen                          |
| Jahr | Titel Album     | US | R&B | Anmerkungen                          |
| ---- | --------------- | --- | --- | ------------------------------------ |
| 2001 | Bizounce Olivia | US15 (14 Wo.)US | R&B4 (20 Wo.)R&B | Erstveröffentlichung: 20. März 2001  |
| 2011 | December –      | — | R&B79 (7 Wo.)R&B | Erstveröffentlichung: 12. April 2011 |

Weitere Singles
- 2001: Are U Capable
- 2005: Twist It (feat. Lloyd Banks)
- 2005: So Sexy
- 2009: Chaise Electrique (feat. Fally Ipupa)

### Singles als Gastmusikerin
| Jahr | Titel Album             | Höchstplatzierung, Gesamtwochen, AuszeichnungChartplatzierungen (Jahr, Titel, Album, Platzierungen, Wochen, Auszeichnungen, Anmerkungen) | Höchstplatzierung, Gesamtwochen, AuszeichnungChartplatzierungen (Jahr, Titel, Album, Platzierungen, Wochen, Auszeichnungen, Anmerkungen) | Höchstplatzierung, Gesamtwochen, AuszeichnungChartplatzierungen (Jahr, Titel, Album, Platzierungen, Wochen, Auszeichnungen, Anmerkungen) | Höchstplatzierung, Gesamtwochen, AuszeichnungChartplatzierungen (Jahr, Titel, Album, Platzierungen, Wochen, Auszeichnungen, Anmerkungen) | Höchstplatzierung, Gesamtwochen, AuszeichnungChartplatzierungen (Jahr, Titel, Album, Platzierungen, Wochen, Auszeichnungen, Anmerkungen) | Höchstplatzierung, Gesamtwochen, AuszeichnungChartplatzierungen (Jahr, Titel, Album, Platzierungen, Wochen, Auszeichnungen, Anmerkungen) | Anmerkungen                                                 |
| Jahr | Titel Album             | DE | AT | CH | UK | US | R&B | Anmerkungen                                                 |
| ---- | ----------------------- | --- | --- | --- | --- | --- | --- | ----------------------------------------------------------- |
| 2005 | Candy Shop The Massacre | DE1 Platin · (20 Wo.)DE | AT1 (19 Wo.)AT | CH1 (19 Wo.)CH | UK4 ×2Doppelplatin · (32 Wo.)UK | US1 ×5Fünffachplatin + Platin (Mastertone) · (23 Wo.)US                                                                                  | R&B1 (20 Wo.)R&B | Erstveröffentlichung: 15. Januar 2005 50 Cent feat. Olivia  |
| 2005 | Wild 2Nite Clothes Drop | DE40 (9 Wo.)DE | — | CH26 (11 Wo.)CH | UK61 (2 Wo.)UK | — | — | Erstveröffentlichung: 5. September 2005 Shaggy feat. Olivia |
| 2006 | Best Friend (Remix) –   | — | — | — | — | US35 Platin · (15 Wo.)US | R&B22 (20 Wo.)R&B | Erstveröffentlichung: 19. Januar 2006 50 Cent feat. Olivia  |